# One Sweet Day
"One Sweet Day" là một bài hát của ca sĩ người Mỹ Mariah Carey và nhóm nhạc Mỹ Boyz II Men nằm trong album phòng thu thứ năm của Carey, Daydream (1995).  Nó được phát hành như là đĩa đơn thứ hai trích từ album vào ngày 14 tháng 11 năm 1995 bởi Columbia Records. Bài hát được đồng viết lời và sản xuất bởi Carey và Walter Afanasieff, cộng tác viên quen thuộc trong sự nghiệp của nữ ca sĩ, bên cạnh sự tham gia đồng viết lời từ tất cả những thành viên của Boyz II Men (Wanya Morris, Shawn Stockman, Nathan Morris và Michael McCary). "One Sweet Day" là một bản R&B ballad mang nội dung đề cập đến nỗi đau của một người trước sự ra đi của một người thân yêu, cũng như việc làm thế nào nhân vật chính nhớ đến sự hiện diện của họ để vơi đi nỗi nhớ, và cuối cùng là hy vọng nhìn thấy người đó trên thiên đường. Trong quá trình phát triển bài hát, cả hai nghệ sĩ đều đã lấy ý tưởng dựa trên câu chuyện thực về những người thân xung quanh cuộc sống họ, cũng như được lấy cảm hứng từ những nạn nhân của AIDS, một dịch bệnh đang nổi lên toàn thế giới lúc bấy giờ.
Sau khi phát hành, "One Sweet Day" nhận được những phản ứng tích cực rộng rãi từ các nhà phê bình âm nhạc, trong đó họ đánh giá cao nội dung lời bài hát ý nghĩa, cách xử lý bài hát hiệu quả, chất giọng nội lực của hai nghệ sĩ và gọi đây là một điểm nhấn nổi bật từ Daydream. Ngoài ra, nó còn gặt hái nhiều giải thưởng và đề cử tại những lễ trao giải lớn, bao gồm hai đề cử giải Grammy cho Thu âm của năm và Hợp tác giọng Pop xuất sắc nhất tại lễ trao giải thường niên lần thứ 38. "One Sweet Day" cũng tiếp nhận những thành công vượt trội về mặt thương mại, đứng đầu các bảng xếp hạng ở Canada và New Zealand, và lọt vào top 10 ở nhiều quốc gia nó xuất hiện, bao gồm những thị trường lớn như Úc, Bỉ, Đan Mạch, Pháp, Ireland, Hà Lan, Na Uy, Thụy Điển và Vương quốc Anh. Tại Hoa Kỳ, nó ra mắt ở vị trí số một trên bảng xếp hạng Billboard Hot 100 và trụ vững trong 16 tuần liên tiếp, trở thành tác phẩm quán quân thứ mười của Carey và thứ tư của Boyz II Men tại đây, cũng như là đĩa đơn nắm giữ ngôi vị đầu bảng dài nhất trong lịch sử lúc bấy giờ, một kỷ lục nó sẽ tiếp tục nắm giữ trong 23 năm tiếp theo.
Video ca nhạc cho "One Sweet Day" được đạo diễn bởi Larry Jordan, trong đó ghi lại quá trình Carey và Boyz II Men thu âm bài hát cùng nhau trong phòng thu. Vì lịch trình bận rộn của cả hai nên đã không có một video ca nhạc chính thức, bên cạnh đó họ cũng lo ngại rằng một video có nội dung rõ ràng sẽ không thể truyền tải hết thông điệp mạnh mẽ trong ca từ của nó. Nó đã gặt hái nhiều sự tán dương từ giới phê bình, những người cho rằng đây là sự lựa chọn khôn ngoan và đồng ý rằng sự mộc mạc của nó sẽ giúp khán giả nắm bắt bài hát dễ dàng hơn, cũng như nhận được một đề cử tại giải Video âm nhạc của MTV năm 1996 cho Video R&B xuất sắc nhất. Để quảng bá bài hát, hai nghệ sĩ đã trình diễn "One Sweet Day" trong một số sự kiện, bao gồm giải Grammy lần thứ 38, Buổi hòa nhạc giải Nobel Hòa bình năm 1997 và lễ tưởng niệm công nương Diana năm 1997, cũng như trong nhiều chuyến lưu diễn của họ. Kể từ khi phát hành, nó đã xuất hiện trong nhiều album tuyển tập của Carey, như # 1's (1998), Greatest Hits (2001), The Ballads (2008) và #1 to Infinity (2015).

## Danh sách bài hát
| Đĩa CD 1. "One Sweet Day" (bản album) – 4:41 2. "One Sweet Day" (bản trực tiếp từ Fantasy: Mariah Carey at Madison Square Garden) – 5:08 Đĩa CD maxi tại Nhật 1. "One Sweet Day" (bản album) – 4:42 2. "One Sweet Day" (bản trực tiếp từ Fantasy: Mariah Carey at Madison Square Garden) – 5:10 3. "Open Arms" – 3:30 Đĩa CD maxi tại Anh quốc #1 1. "One Sweet Day" (bản album) – 4:41 2. "One Sweet Day" (Sweet A Cappella) – 4:52 3. "One Sweet Day" (A Cappella) – 4:48 4. "One Sweet Day" (Chucky's phối lại) – 4:51 5. "One Sweet Day" (bản trực tiếp từ Fantasy: Mariah Carey at Madison Square Garden) – 5:08 | Đĩa CD maxi tại Anh quốc #2 1. "One Sweet Day" (bản album) – 4:44 2. "Fantasy" (Def Drums phối) – 4:01 3. "Joy to the World" (Celebration phối) – 7:58 4. "Joy to the World" (Club phối) – 7:35 Đĩa CD maxi tại Hoa Kỳ 1. "One Sweet Day" (bản album) – 4:41 2. "One Sweet Day" (Sweet A Cappella) – 4:52 3. "One Sweet Day" (A Cappella) – 4:48 4. "One Sweet Day" (Chucky's phối lại) – 4:51 5. "One Sweet Day" (bản trực tiếp) – 5:08 6. "Fantasy" (Def Drums phối) – 4:00 |

## Thành phần thực hiện
Thành phần thực hiện được trích từ ghi chú của Daydream.
Thu âm
- Thu âm tại Wallyworld Studios, California và The Hit Factory, New York.
- Phối khí tại Sony Music Studios, New York.

Thành phần
- Mariah Carey – giọng hát, viết lời, sản xuất
- Walter Afanasieff – viết lời, sản xuất
- Nathan Morris – giọng hát, viết lời
- Wanya Morris – giọng hát, viết lời
- Shawn Stockman – giọng hát, viết lời
- Michael McCary – giọng hát, viết lời

## Xếp hạng
| Bảng xếp hạng (1995-96)                  | Vị trí cao nhất |
| ---------------------------------------- | --------------- |
| Úc (ARIA)                                | 2               |
| Áo (Ö3 Austria Top 40)                   | 25              |
| Bỉ (Ultratop 50 Flanders)                | 8               |
| Bỉ (Ultratop 50 Wallonia)                | 8               |
| Canada (RPM)                             | 1               |
| Canada Adult Contemporary (RPM)          | 1               |
| Đan Mạch (Tracklisten)                   | 5               |
| Châu Âu (European Hot 100 Singles)       | 6               |
| Phần Lan (Suomen virallinen lista)       | 16              |
| Pháp (SNEP)                              | 5               |
| Đức (Official German Charts)             | 25              |
| Ireland (IRMA)                           | 4               |
| Ý (FIMI)                                 | 24              |
| Hà Lan (Dutch Top 40)                    | 2               |
| Hà Lan (Single Top 100)                  | 2               |
| New Zealand (Recorded Music NZ)          | 1               |
| Na Uy (VG-lista)                         | 6               |
| Scotland (OCC)                           | 17              |
| Thụy Điển (Sverigetopplistan)            | 7               |
| Thụy Sĩ (Schweizer Hitparade)            | 12              |
| Anh Quốc (OCC)                           | 6               |
| Anh Quốc R&B (OCC)                       | 1               |
| Hoa Kỳ Billboard Hot 100                 | 1               |
| Hoa Kỳ Adult Contemporary (Billboard)    | 1               |
| Hoa Kỳ Adult Pop Airplay (Billboard)     | 1               |
| Hoa Kỳ Hot R&B/Hip-Hop Songs (Billboard) | 2               |
| Hoa Kỳ Pop Airplay (Billboard)           | 1               |
| Hoa Kỳ Rhythmic (Billboard)              | 1               |

| Bảng xếp hạng (1995)                 | Vị trí |
| ------------------------------------ | ------ |
| Australia (ARIA)                     | 32     |
| Netherlands (Dutch Top 40)           | 178    |
| Netherlands (Single Top 100)         | 87     |
| New Zealand (Recorded Music NZ)      | 23     |
| Sweden (Sverigetopplistan)           | 92     |
| UK Singles (Official Charts Company) | 60     |
| Bảng xếp hạng (1996)                 | Vị trí |
| Australia (ARIA)                     | 40     |
| Belgium (Ultratop 50 Flanders)       | 83     |
| Belgium (Ultratop 50 Wallonia)       | 48     |
| Canada Top Singles (RPM)             | 12     |
| Canada Adult Contemporary (RPM)      | 14     |
| France (SNEP)                        | 59     |
| Netherlands (Dutch Top 40)           | 37     |
| Netherlands (Single Top 100)         | 34     |
| New Zealand (Recorded Music NZ)      | 32     |
| Sweden (Sverigetopplistan)           | 86     |
| Switzerland (Schweizer Hitparade)    | 49     |
| US Billboard Hot 100                 | 2      |
| US Adult Contemporary (Billboard)    | 3      |
| US Adult Top 40 (Billboard)          | 17     |
| US Hot R&B/Hip-Hop Songs (Billboard) | 15     |

| Bảng xếp hạng (1990–99) | Vị trí |
| ----------------------- | ------ |
| US Billboard Hot 100    | 1      |

| Bảng xếp hạng                | Vị trí |
| ---------------------------- | ------ |
| US Billboard Hot 100         | 38     |
| US Billboard Hot 100 (Women) | 13     |

## Chứng nhận
| Quốc gia                                                                           | Chứng nhận  | Số đơn vị/doanh số chứng nhận |
| ---------------------------------------------------------------------------------- | ----------- | ----------------------------- |
| Úc (ARIA)                                                                          | 2× Bạch kim | 140.000‡                      |
| Pháp (SNEP)                                                                        | Vàng        | 250.000*                      |
| New Zealand (RMNZ)                                                                 | Bạch kim    | 10.000*                       |
| Na Uy (IFPI)                                                                       | Vàng        | 0*                            |
| Anh Quốc (BPI)                                                                     | Bạc         | 255,000                       |
| Hoa Kỳ (RIAA)                                                                      | 3× Bạch kim | 3.000.000‡                    |
| * Chứng nhận dựa theo doanh số tiêu thụ. ^ Chứng nhận dựa theo doanh số nhập hàng. |             |                               |